# Coenonympha ordossi
Coenonympha ordossi är en fjärilsart som beskrevs av Alphéraky 1891. Coenonympha ordossi ingår i släktet Coenonympha och familjen praktfjärilar. Inga underarter finns listade i Catalogue of Life.